# Spergularia sparsiflora
Spergularia sparsiflora là loài thực vật có hoa thuộc họ Cẩm chướng. Loài này được (Greene) A. Nelson miêu tả khoa học đầu tiên năm 1909.